# Donker Mag
Donker Mag  (afrikáans: Poder Oscuro) es el tercer álbum de estudio del grupo sudafricano de hip hop y rave Die Antwoord. Fue lanzado el 3 de junio de 2014 por Zef Records.

## Sencillos
El primer sencillo del álbum "Cookie Thumper!" fue lanzado el 18 de junio de 2013. El vídeo musical del segundo sencillo "Pitbull Terrier" fue lanzado el 20 de mayo de 2014. Otro vídeo musical "Ugly Boy" fue lanzado el 4 de noviembre de 2014

## Canciones
| N.º | Título                              | Duración |  |
| 1.  | «Don't Fuk Me»                      | 0:28     |  |
| 2.  | «Ugly Boy»                          | 3:33     |  |
| 3.  | «Happy Go Sucky Fucky»              | 4:11     |  |
| 4.  | «Zars»                              | 1:05     |  |
| 5.  | «Raging Zef Boner»                  | 3:19     |  |
| 6.  | «Pompie»                            | 1:16     |  |
| 7.  | «Cookie Thumper!»                   | 3:20     |  |
| 8.  | «Girl I Want 2 Eat U»               | 4:04     |  |
| 9.  | «Pitbull Terrier»                   | 3:40     |  |
| 10. | «Strunk»                            | 4:30     |  |
| 11. | «Do Not Fuk wif da Kid»             | 1:03     |  |
| 12. | «Rat Trap 666» (featuring DJ Muggs) | 5:44     |  |
| 13. | «I Don't Dwank»                     | 3:25     |  |
| 14. | «Sex»                               | 4:36     |  |
| 15. | «Moon Love»                         | 2:17     |  |
| 16. | «Donker Mag»                        | 3:20     |  |

- " Don't Fuk Me" cita la película Scarface, donde proviene el diálogo realizado por Ninja.
- "Ugly Boy", caracteriza, en gran medida, una muestra de la canción "Ageispolis" por Aphex Twin.
- "Happy Go Sucky Fucky" está basado en la canción "Expander" del juego Streets of Rage 2, marcado por Yuzo Koshiro y Motohiro Kawashima.
- "Girl I Want 2 Eat U"  muestra el doblaje de un tema del anime Azumanga Daioh.
- "Pitbull Terrier" se basa en la canción "Pit Bull" por Emir Kusturica y No Smoking orkestra de Black Cat, White Cat OST.
- "Moon Love" es del álbum "Good Morning, South Africa" por Max Normal, el grupo anterior de Ninja y Yolandi.
- "Sex" está basado en la canción "Sea, sex and sun" por Serge Gainsbourg.